# Matching Sweaters
Matching Sweaters er det tolvte album fra det keltiske band Gaelic Storm. Det blev udgivet den 24. juli 2015.

## Spor
Alt arrangement er udført af Gaelic Storm.
1. "Another Stupid Drinking Song" (Steve Twigger, Steve Wehmeyer, Patrick Murphy) – 3:22
2. "Girls' Night in Galway" (Twigger, Wehmeyer, Murphy) – 3:15
3. "Whiskeyed Up and Womaned Out" (Twigger, Wehmeyer, Murphy) – 4:17
4. "The Narwhaling Cheesehead" (Tap Room/Traditional - John Nee's/Traditionel - Step on it Darsh/Pete Purvis) – 3:25
5. "Paddy's Rubber Arm" (Twigger, Wehmeyer, Murphy) – 2:58
6. "Six of One" (Twigger, Wehmeyer, Murphy) – 4:08
7. "The Rustling Goat Gang" (Twigger, Wehmeyer, Murphy) – 3:53
8. "Dancing in the Rain" (Twigger, Wehmeyer, Murphy) – 3:45
9. "The Teachers' Snow Day" (Rakes of Kildare/Traditional - Kildare Reel/Purvis - Rombello/Purvis) – 4:19
10. "What a Way to Go" (Twigger, Wehmeyer, Murphy) – 3:49
11. "Son of a Poacher" (Twigger, Wehmeyer, Murphy) – 3:51
12. "If You've Got Time" (Twigger, Wehmeyer, Murphy) – 2:54

## Personel
Gaelic Storm
- Patrick Murphy
- Steve Twigger
- Ryan Lacey
- Peter Purvis
- Kiana Weber

## Hitlister
| Hitliste (2015)  | Højeste placerinc |
| ---------------- | ----------------- |
| US Billboard 200 | 60                |